# Stazione di Villadossola
La stazione di Villadossola è una stazione ferroviaria situata nell'omonimo comune in Piemonte.

## Strutture e impianti
La stazione, dispone di tre binari, collegati tramite una passerella a raso.
Il fabbricato viaggiatori si sviluppa su due piani, il primo dei quali adibito ad abitazione privata; il piano terreno ospitava la sala d'attesa, sporadicamente aperta, al 2016 chiusa definitivamente. In una estrusione dell'edificio, sviluppata su un solo piano, erano ubicati i servizi igienici.
La banchina del binario 1, posta di fronte all'edificio, è parzialmente coperta e risulta fornita di una biglietteria automatica (rimossa nel 2016) e di due panchine per l'attesa.
L'impianto rappresenta uno scalo a servizio di alcune industrie raccordate: due acciaierie e uno stabilimento della società Vinavil. Evidenti sono le tracce di passato ancora più industrializzato, soprattutto lungo il viale che dalla Statale porta alla stazione. Ancora ben visibili risultano i resti della catenaria di un raccordo elettrificato che risaliva tutta la via per terminare in un'altra ferriera, in seguito trasformata in un teatro.

## Movimento
La località è servita da treni regionali svolti da Trenitalia nell'ambito del contratto di servizio stipulato con la Regione Piemonte, nonché da alcune merci a servizio dei citati raccordi.

## Servizi
La gestione dell'impianto è affidata a Rete Ferroviaria Italiana controllata del gruppo Ferrovie dello Stato, che lo classifica ai fini commerciali in categoria bronze.
La stazione dispone dei seguenti servizi:
- Biglietteria automatica